# Valgerd Svarstad Haugland

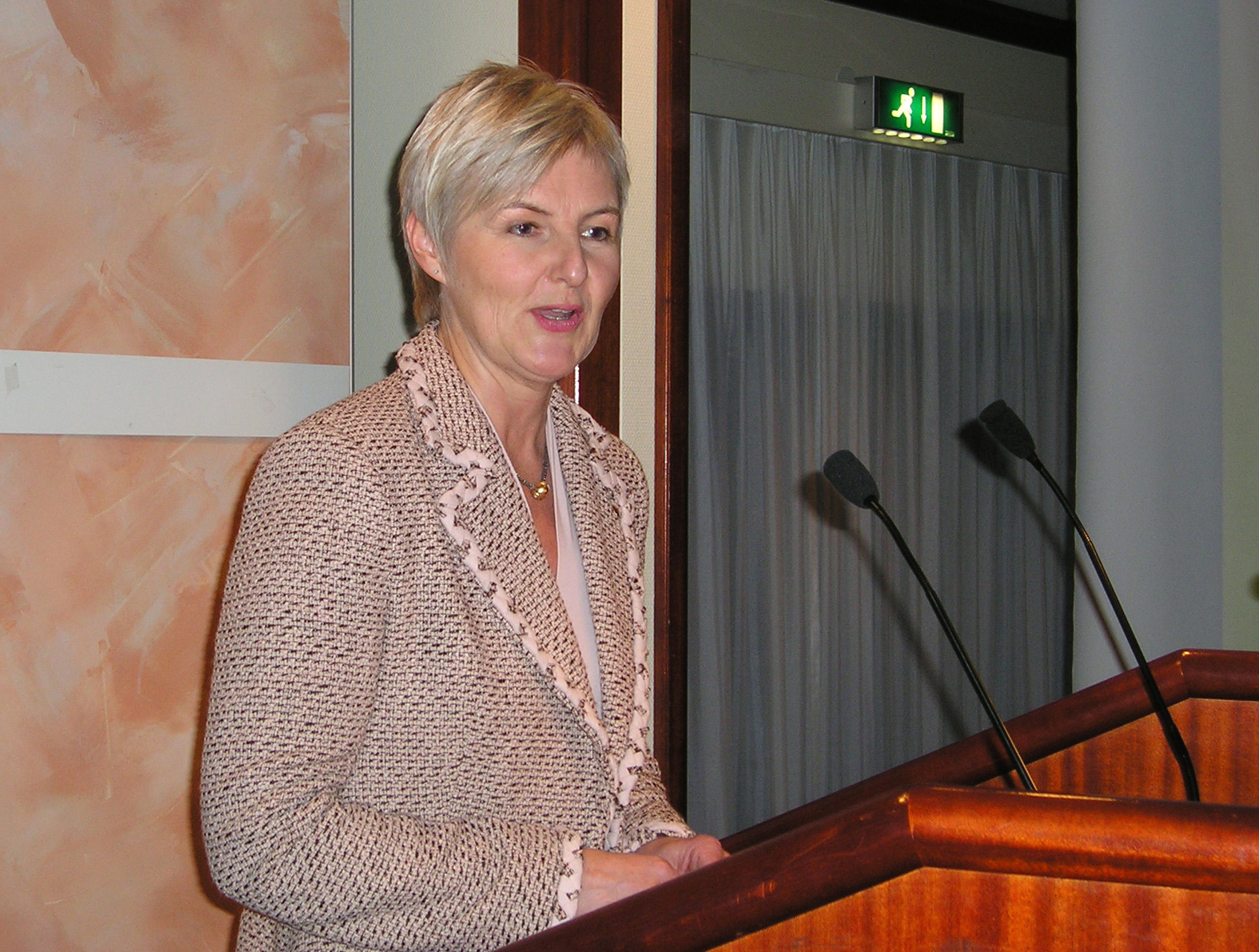
Valgerd Svarstad Haugland, 2004

Valgerd Svarstad Haugland (* 23. August 1956 in Kvam) ist eine norwegische Politikerin der christdemokratischen Kristelig Folkeparti (KrF), deren Vorsitzende sie von 1995 bis 2004 war. Haugland war von 1993 bis 2005 Abgeordnete im Storting und von Oktober 1997 bis März 2000 die Kinder- und Familienministerin sowie von Oktober 2001 bis Oktober 2005 die Kultur- und Kirchenministerin ihres Landes.
Im Jahr 2011 wurde sie Fylkesmann von Oslo und Akershus. Von 2019 bis Ende 2023 war sie Fylkesmann – ab 2021 unter dem Titel Statsforvalter – von Oslo und Viken. Zu Beginn des Jahres 2024 wurde sie Statsforvalter der Fylker Oslo, Akershus, Buskerud und Østfold. Im Dezember 2024 kündigte sie ihren Rücktritt an.

## Leben
Haugland kam 1956 als Tochter einer Hausfrau und eines Lehrers, der später als Rektor tätig war, in der Kommune Kvam zur Welt. Ihr Großvater Hans Svarstad (1883-1971) war von 1937 bis 1953 Abgeordneter im Storting und zählte zu den Gründern der Kristelig Folkeparti. Sie besuchte von 1969 bis 1972 die Schule in Norheimsund und anschließend bis 1974 eine Volkshochschule in Hurdal. Nach ihrer Zeit in Hurdal studierte sie von 1975 bis 1979 an der Lehrerhochschule in Alta. Im Jahr 1980 studierte sie das Grundfach Christentum an der Menighetsfakultet. Von 1980 bis 1982 arbeitete Haugland als Aushilfslehrerin am christlichen Gymnasium Kristelig Gymnasium in Oslo. Von 1981 bis 1982 studierte sie zudem Staatswissenschaften an der Universität Oslo. Während ihres Studiums war sie auch in der KrF-Parteijugend Kristelig Folkepartis Ungdom (KrFU) engagiert. So gehörte sie von 1976 bis 1979 dem Vorstand der Organisation in der Finnmark an. Zwischen 1979 und 1982 fungierte sie zudem als stellvertretende Vorsitzende der KrFU auf Landesebene. Ab 1982 lehrte sie bis 1989 an verschiedenen Schulen, unter anderem in Stavanger. Von 1989 bis 1991 arbeitete Haugland als Leiterin der KrF-Frauenorganisation Kristelig Folkepartis Kvinner. Im Jahr 1991 wurde sie zur stellvertretenden Vorsitzenden der KrF gewählt. Von 1991 bis 1993 stand sie zudem dem Programmausschuss der Partei vor.

### Stortingsabgeordnete und Parteivorsitzende
Haugland zog bei der Parlamentswahl 1993 erstmals in das norwegische Nationalparlament Storting ein. Dort vertrat sie den Wahlkreis Akershus, wo sie als Spitzenkandidatin auf der KrF-Liste angetreten war. Im Vorfeld der Wahl war es in Akershus parteiintern zu einer Kampfabstimmung zwischen ihr und Dagfinn Høybråten um den ersten Listenplatz gekommen. Nachdem beide gleich viele Stimmen erhielten, wurde Haugland per Los auf den ersten Platz gewählt. Bei der Wahl 1985 hatte sie noch erfolglos im Wahlkreis Rogaland kandidiert. In ihrer ersten Legislaturperiode war sie die Sekretärin des Sozialausschusses. Zudem gehörte sie ab April 1995 dem Fraktionsvorstand der KrF-Gruppierung an. Im Jahr 1995 wurde sie zur Vorsitzenden der KrF gewählt. Sie war die erste Frau an der Spitze ihrer Partei. Als Parteivorsitzende trat sie dafür ein, dass die Partei auch über die stark im Christentum verankerte Wählerschaft hinaus bei Wahlen erfolgreich sein solle. Im Bereich der Familien- und Gleichstellungspolitik vertrat sie liberale Werte. Bei der Wahl 1997 zog sie erneut in das Storting ein.

### Ministerin
Am 17. Oktober 1997 wurde sie in der neu gebildeten Regierung Bondevik I zur Kinder- und Familienministerin ernannt. Sie blieb bis zum Abtritt der Regierung am 17. März 2000 im Amt. Nachdem sie als Mitglied der Regierung ihr Mandat im Storting hatte ruhen lassen müssen, kehrte sie im März 2000 für die verbleibende Legislaturperiode ins Parlament zurück. Dort wurde sie stellvertretende Vorsitzende des Finanzausschusses und erneut Mitglied im KrF-Fraktionsvorstand. Bei der Stortingswahl 2001 zog sie zum dritten Mal in das Storting ein, wo sie jedoch für fast die gesamte Legislaturperiode aufgrund ihrer Regierungsmitgliedschaft vertreten wurde.
In der Regierung Bondevik II wurde sie am 19. Oktober 2001 zur Kultur- und Kirchenministerin ernannt. Das dazugehörige Ministerium wurde während ihrer Amtszeit zum 1. Januar 2002 von Kulturministerium (Kulturdepartementet) zu Kultur- und Kirchenministerium (Kultur- og kirkedepartementet) umbenannt. Ende 2003 erklärte sie ihren Rückzug von Amt der KrF-Vorsitzenden. Zuvor erhielt sie parteiintern Kritik, da die KrF bei den Kommunal- und Fylkestingswahlen 2003 schlecht abschnitt. Im Januar 2004 wurde Dagfinn Høybråten zu ihrem Nachfolger gewählt. Haugland übte ihr Ministeramt bis zum Ende der Regierungszeit von Kjell Magne Bondevik am 17. Oktober 2005 aus. Für die Parlamentswahl 2005 war Haugland auf dem Spitzenplatz der KrF-Liste in Akershus angetreten. Das Mandat in Akershus galt jedoch als unsicher und ihr gelang schließlich nicht der erneute Einzug. Haugland arbeitete anschließend bis 2011 in Oslo als Kirkeverge, also als Verwaltungsleiterin der Kirche in Oslo.

### Statsforvalter
Im Jahr 2011 wurde Haugland zum Fylkesmann von Oslo und Akershus ernannt. Ihr Amtsantritt erfolgte zum 1. Dezember 2011. Im Juni 2017 wurde entschieden, dass Haugland Fylkesmann von Oslo und Viken werden solle. Dem zuvorgegangen war die Entscheidung, dass Akershus gemeinsam mit Buskerud und Østfold im Rahmen der landesweiten Regionalreform zu Viken zusammengelegt werden sollte. Sie trat das neue Amt bereits ein Jahr vor der Gründung von Viken zum 1. Januar 2019 an. Zum Jahresbeginn änderte sich die Amtsbezeichnung von Fylkesmann auf den im Norwegischen geschlechtsneutralen Begriff Statsforvalter. Mit der Auflösung von Viken wurde sie im Jahr 2024 Statsforvalter von Oslo, Akershus, Buskerud und Østfold.
Am 18. Dezember 2024 gab sie bekannt, dass sie zum Jahresende aus dem Dienst als Statsforvalter ausscheiden werde. Sie begründete dies damit, dass sie nach „zwei schwerwiegende Fällen“ in der Gesundheitsabteilung nicht mehr das Gefühl habe, das Vertrauen der Ministerin zu haben. Hauglands reguläre Amtszeit hätte auch so mit dem Jahresende geendet, sie hätte planweise jedoch bis zu Jan Tore Sanners Übernahme kommissarisch bis August 2025 fortsetzen sollen.

## Auszeichnungen und Ehrenmitgliedschaften
- 2004: Sankt-Olav-Orden (Komtur)[14]
- 2006: Ehrenmitglied der KrFU
- 2006: Ehrenmitglied der KrF in Akershus